# Sharpie

Das internationale 12-m²-Einheits-Sharpie ist eine 2-Mann-one-design-Regatta-Jolle und gleichzeitig eine der ältesten Einheitsklassen, die heute noch nahezu unverändert gesegelt werden.

## Geschichte
1930 beschloss der Deutsche Segler-Verband (DSV) einen Entwurf für einen neuen Segeljollentyp konkurrenzierend auszuschreiben. Diese Segeljolle sollte 12 m² Segelfläche haben, leicht und schnell zu bauen und möglichst für jedermann erschwinglich sein.
Die 1928 in Warnemünde an der Ostsee gegründete „Yacht- und Bootswerft Gebr. Kröger“ – aus der nach Zweitem Weltkrieg und Enteignung die Warnowwerft entstand – gewann diesen Wettbewerb gegen 34 Mitbewerber mit ihrem 12-m²-Sharpie. Nach diesem Erfolg erhielt die Werft zunächst acht Aufträge aus Großbritannien und zehn aus Deutschland. Am Ende der Segelsaison 1931 waren bereits 28 Sharpies beim DSV registriert und insgesamt 39 Sharpies nach Großbritannien und die Niederlande exportiert, wo dieser Bootstyp besonders Beachtung fand. Ein Dutzend Baulizenzen wurden in die vorgenannten Länder vergeben – auch Brasilien und die Türkei zeigten Interesse für das Boot. Bei Abeking & Rasmussen wurden allein von 1931 bis 1935 etwa hundert Sharpiejollen gebaut, von denen bis 1934 nach Holland, England und Irland 45 Boote geliefert wurden. Der Rest ging nach Deutschland, ab 1934 vornehmlich an die Marine und Luftwaffe. Beim Marine-Regatta-Verein waren 1938 immerhin 33 Boote registriert. Diese großen Serien ermöglichten Preise von circa 600 bis 700 Reichsmark.
Im Jahre 1938 waren beim Deutschen Segler-Verband bereits 238 Sharpies registriert. Auch nach Österreich, Portugal, Australien und Brasilien breitete sich die Klasse aus. Während der Kieler Woche 1936 nahmen Sharpiejollen zum ersten Male an den in Kiel stattfindenden Wettfahrten teil. 1939 erhielt die Klasse internationalen Status.
Durch den Zweiten Weltkrieg wurden Bau und Segelaktivitäten in Deutschland zunächst unterbrochen. In Deutschland wurde nach dem Krieg eine Reihe von Booten von den Alliierten für ambitionierte Segler beschlagnahmt. Von dieser Aktion waren hauptsächlich Hamburg und die Küstenreviere betroffen. Nach Kriegsende 1945 kam es in Deutschland zunächst nicht zu weiteren Neubauten. Die Sharpie-Szene entwickelte sich nur langsam auf der Außenalster und dem Einfelder See.
Herausragend war dann allerdings der Eigenbau von sechs Booten in Emden im Jahre 1949. In der DDR gab es circa zwölf Boote, die hauptsächlich auf der Mecklenburgischen Seenplatte und den Berliner Gewässern gesegelt wurden. Zu den Olympischen Spielen 1956 in Melbourne war das Sharpie olympisch und wurde in Australien in der Kategorie Zweimannjolle gesegelt.

## Das Sharpie heute

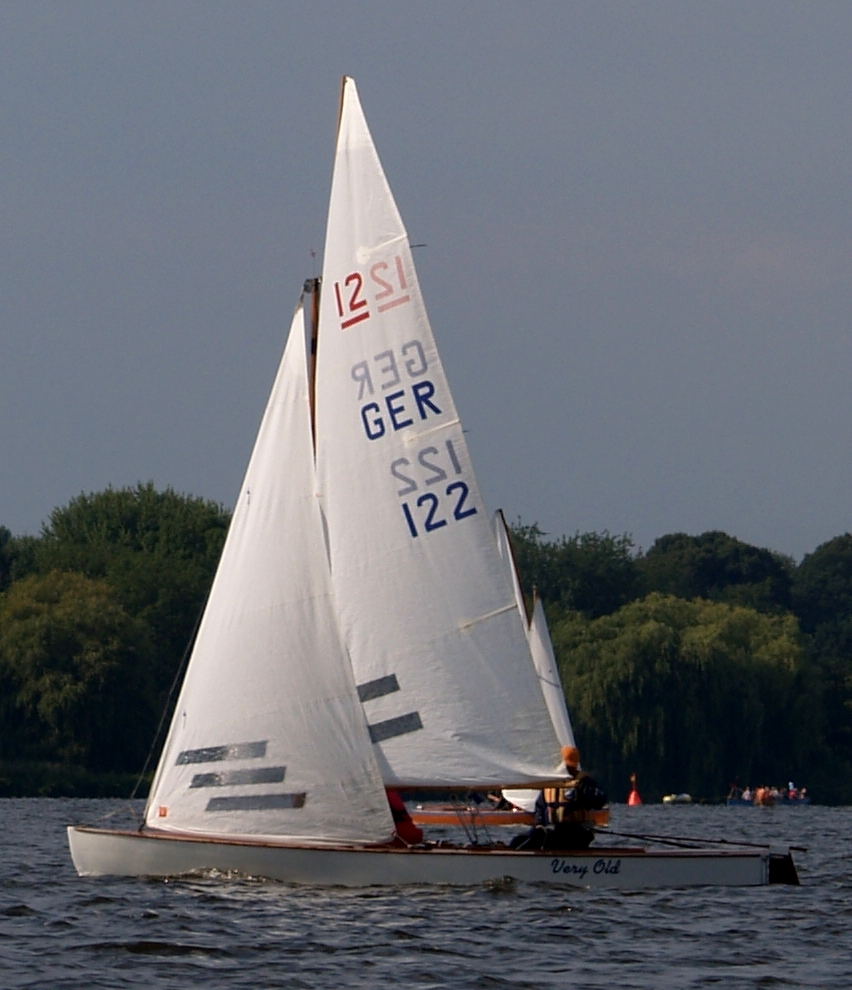
Deutsches Sharpie

Es gibt zurzeit vier europäische Länder mit aktiven Klassenorganisationen. Es sind dies die Niederlande (circa 80 Boote), Großbritannien (circa 50 Boote), Portugal (circa 30 Boote) und Deutschland (circa 20 Boote). Von diesen vier Ländern wird seit 1964 (Portugal kam 1984 dazu) abwechselnd eine offene inoffizielle Europameisterschaft mit heutigen Teilnehmerzahlen von mehr als 60 Booten ausgerichtet. 2007 fand die Sharpie-„EURO“ in Weymouth, dem englischen Olympiarevier von 2012 statt, 53 Boote aus fünf Nationen nahmen teil.
In Deutschland hat das Sharpie heute beim DSV den Status „Registrierte Klasse“.

## Besonderheiten
Das 12-m²-Sharpie ist die einzige internationale Einheitsklasse, die bis heute unverändert als Vollholz-Boot gebaut wird. Das bedeutet, es gibt keinerlei Spaltungen und Unterteilungen innerhalb der Klasse. Auch ältere Boote können, nach entsprechender Instandsetzung, zum vollwertigen, leistungsfähigen Regattaboot werden. Unterstützend wirkt hierbei die einfache, klare Konstruktion, die den Austausch rotter Bootsteile erleichtert. Moderne Beschläge, Materialien, Schoten, Fallen, Epoxidharze zum Kleben und Ausleisten der Plankengänge und Segel aus modernem, gewebtem Tuch sind nach den geltenden Bauvorschriften erlaubt.
Das Sharpie besitzt ein Steilgaffelrigg oder Gunter-Rig (engl.) aus Vollholz. Bezeichnend für diese Takelungsart ist der relativ kurze Mast mit einer Länge von 4,85 m und die demgegenüber lange, gerade Gaffel von 3,38 m Länge.
Vermessen werden beim Sharpie nicht die Segel, sondern die Spieren und Holepunkte.